# Каменц
Каменц (на немски: Kamenz; на горнолужишки: Kamjenc) е град в Германия, разположен в окръг Бауцен, провинция Саксония. Към 31 декември 2011 година населението на града е 16 817 души.